# NGC 4373A
NGC 4373A je lećasta galaktika u zviježđu Centauru. 

## Vanjske poveznice
- (eng.) SEDS: NGC 4373
- (eng.) Revidirani Novi opći katalog
- (eng.) Izvangalaktička baza podataka NASA-e i IPAC-a
- (eng.) Astronomska baza podataka SIMBAD
- (eng.) VizieR